# Roxtec
Roxtec est une entreprise suédoise spécialisée dans le développement et la fabrication de joints et de passages de câble et de tuyauteries pour des secteurs tels que les télécommunications, les équipementiers automobiles, le bâtiment et la construction navale ainsi que la production et la distribution d'énergie, de pétrole et de gaz. Les passages de câble et conduit de Roxtec sont des produits sûrs. La fonction des passages consiste à protéger les individus et le matériel contre, par exemple, l'eau, le feu, le gaz, le sable, la poussière, les vibrations, les perturbations électromagnétiques, les serpents et les rongeurs. Roxtec a été créée en Suède en 1990 après l'invention de Multidiameter, solution technique fondée sur le fait que chaque module d'étanchéité dans un passage possède des couches pelables afin de pouvoir être adapté aux différentes tailles de câbles et tuyauteries. L'invention constitue la base d'un système d'étanchéité modulaire breveté. En 2012, Roxtec est une entreprise d'envergure mondiale comptant 21 filiales.
L'entreprise est basée à Karlskrona.